# John Luessenhop
John Luessenhop est un réalisateur et scénariste américain. On lui doit notamment les films Lockdown, Takers et Texas Chainsaw 3D.

## Filmographie
- 1994 : Tick, Tick, Tick (court métrage)
- 2003 : Lockdown
- 2010 : Takers
- 2013 : Texas Chainsaw 3D